# Musík
Musík är ett vattendrag i Tjeckien.   Det ligger i regionen Mellersta Böhmen, i den centrala delen av landet, 40 km söder om huvudstaden Prag. Musík ligger vid sjön Údolní nádrž Slapy.